# César Pereyra
César Emmanuel Pereyra (Villa Ocampo, Provincia de Santa Fe, Argentina; 23 de noviembre de 1981), conocido futbolísticamente como el Picante Pereyra, es un futbolista argentino. Juega como delantero y su primer equipo fue Unión de Santa Fe. Actualmente milita en Club Atlético San Lorenzo de la liga esperancina de fútbol.

## Trayectoria

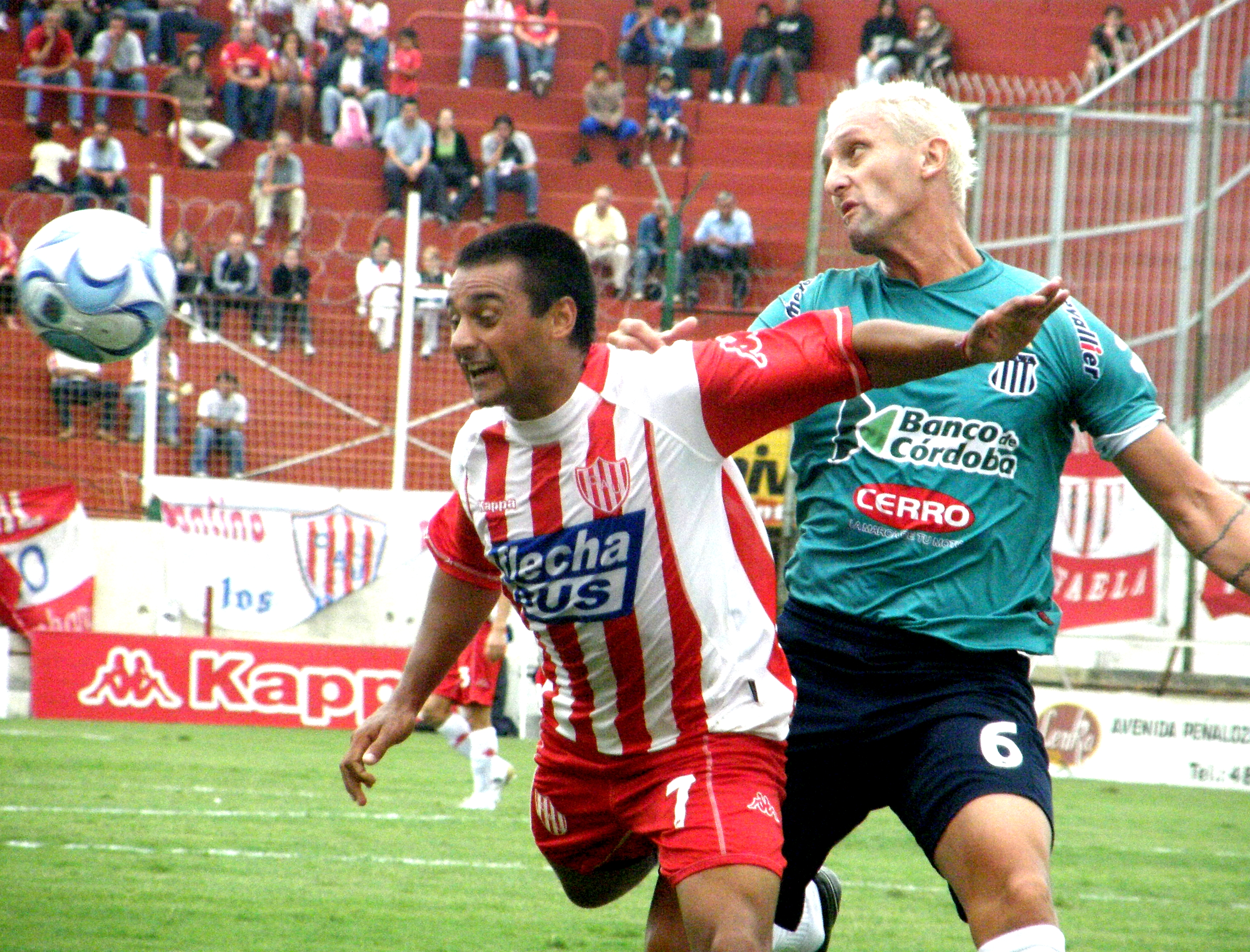
Pereyra con la camiseta de Unión

Debutó el 21 de abril de 2002 con la camiseta de Unión de Santa Fe de la mano de Darío Kudelka, ante Independiente, equipo que tres años después pasó a integrar pero sin mucho éxito durante una temporada. Luego se fue a México para jugar en el Atlas de Guadalajara. Tras media temporada en el rojinegro regresó a Unión en 2007. 
Dos años después, a pedido de Omar Labruna, pasó a formar parte de Belgrano de Córdoba para disputar la temporada 2009-10 de la B Nacional donde su primer gol con dicha casaca lo marcó el 29 de septiembre ante Defensa y Justicia en un 2:2 final. Su hazaña más importante en el Pirata cordobés fue cuando le marcó un gol a River Plate durante el partido de ida de la promoción de ascenso y descenso que prácticamente condenó al club millonario a bajar de categoría por primera vez en su historia ya que no logró dar vuelta la historia como local.
El 9 de enero de 2015, el Picante fue traspasado en calidad de préstamo al Sporting Cristal. Debutó y marcó sus primeros goles en dicho club, el 7 de febrero ante Deportivo Municipal, en la goleada final por 0:5, donde el jugador hizo un hat-trick.

## Clubes
| Club                                                      | País      | Año         |
| --------------------------------------------------------- | --------- | ----------- |
| Unión de Santa Fe                                         | Argentina | 2002 - 2005 |
| Independiente                                             | Argentina | 2005 - 2006 |
| Atlas                                                     | México    | 2006        |
| Unión de Santa Fe                                         | Argentina | 2007 - 2009 |
| Belgrano de Córdoba                                       | Argentina | 2009 - 2014 |
| Sporting Cristal                                          | Perú      | 2015        |
| Belgrano de Córdoba                                       | Argentina | 2016        |
| Blooming                                                  | Bolivia   | 2017 - 2018 |
| Deportivo Maldonado                                       | Uruguay   | 2019 - 2021 |
| Rocha                                                     | Uruguay   | 2021        |
| Douglas Haig de Pergamino                                 | Argentina | 2022        |
| General San Martín                                        | Argentina | 2023        |
| San Lorenzo Foot-Ball Club de Esperanza                   | Argentina | 2024        |
| Club Atlético Independiente de Ranqueles (Huinca Renancó) | Argentina | Actualidad  |

## Estadísticas
- Actualizado al 29 de Mayo de 2023

| Club                            | Div.                | Temporada           | Liga | Liga | Copa Nacional | Copa Nacional | Copa Internacional | Copa Internacional | Total | Total |
| Club                            | Div.                | Temporada           | PJ   | G    | PJ            | G             | PJ                 | G                  | PJ    | G     |
| ------------------------------- | ------------------- | ------------------- | ---- | ---- | ------------- | ------------- | ------------------ | ------------------ | ----- | ----- |
| Unión Argentina                 |                     |                     |      |      |               |               |                    |                    |       |       |
| 1.ª                             | 2001/02             | 1                   | 0    | -    | -             | -             | -                  | 1                  | 0     |       |
| 1.ª                             | 2002/03             | 2                   | 0    | -    | -             | -             | -                  | 2                  | 0     |       |
| 2.ª                             | 2003/04             | 31                  | 11   | -    | -             | -             | -                  | 31                 | 11    |       |
| 2.ª                             | 2004/05             | 34                  | 11   | -    | -             | -             | -                  | 34                 | 11    |       |
| 2.ª                             | 2006/07             | 17                  | 5    | -    | -             | -             | -                  | 17                 | 5     |       |
| 2.ª                             | 2007/08             | 34                  | 10   | -    | -             | -             | -                  | 34                 | 10    |       |
| 2.ª                             | 2008/09             | 36                  | 10   | -    | -             | -             | -                  | 36                 | 10    |       |
| Total                           | Total               | 155                 | 47   | -    | -             | -             | -                  | 155                | 47    |       |
| Independiente Argentina         |                     |                     |      |      |               |               |                    |                    |       |       |
| 1.ª                             | 2005/06             | 11                  | 0    | -    | -             | -             | -                  | 11                 | 0     |       |
| Total                           | Total               | 11                  | 0    | -    | -             | -             | -                  | 11                 | 0     |       |
| Atlas · México                  |                     |                     |      |      |               |               |                    |                    |       |       |
| 1.ª                             | 2006                | 12                  | 2    | -    | -             | -             | -                  | 12                 | 2     |       |
| Total                           | Total               | 12                  | 2    | -    | -             | -             | -                  | 12                 | 2     |       |
| Belgrano Argentina              |                     |                     |      |      |               |               |                    |                    |       |       |
| 2.ª                             | 2009/10             | 37                  | 11   | -    | -             | -             | -                  | 37                 | 11    |       |
| 2.ª                             | 2010/11             | 36                  | 15   | -    | -             | -             | -                  | 36                 | 15    |       |
| 1.ª                             | 2011/12             | 27                  | 8    | 0    | 0             | -             | -                  | 27                 | 8     |       |
| 1.ª                             | 2012/13             | 23                  | 3    | 0    | 0             | -             | -                  | 23                 | 3     |       |
| 1.ª                             | 2013/14             | 36                  | 12   | 1    | 0             | 2             | 0                  | 39                 | 12    |       |
| 1.ª                             | 2014                | 14                  | 3    | -    | -             | -             | -                  | 14                 | 3     |       |
| 1.ª                             | 2016                | 12                  | 0    | -    | -             | -             | -                  | 12                 | 0     |       |
| 1.ª                             | 2016/17             | 9                   | 0    | 3    | 0             | -             | -                  | 12                 | 0     |       |
| Total                           | Total               | 194                 | 52   | 4    | 0             | 2             | 0                  | 200                | 230   |       |
| Sporting Cristal · Perú         |                     |                     |      |      |               |               |                    |                    |       |       |
| 1.ª                             | 2015                | 25                  | 7    | 6    | 3             | 5             | 1                  | 36                 | 11    |       |
| Total                           | Total               | 25                  | 7    | 6    | 3             | 5             | 1                  | 36                 | 11    |       |
| Blooming · Bolivia              |                     |                     |      |      |               |               |                    |                    |       |       |
| 1.ª                             | 2016/17             | 41                  | 20   | -    | -             | -             | -                  | 41                 | 20    |       |
| 1.ª                             | 2018                | 25                  | 4    | -    | -             | 1             | 0                  | 26                 | 4     |       |
| Total                           | Total               | 66                  | 24   | -    | -             | 1             | 0                  | 67                 | 24    |       |
| Deportivo · Maldonado · Uruguay |                     |                     |      |      |               |               |                    |                    |       |       |
| 2.ª                             | 2019                | 21                  | 9    | -    | -             | -             | -                  | 21                 | 9     |       |
| 1.ª                             | 2020                | 17                  | 4    | -    | -             | -             | -                  | 17                 | 4     |       |
| Total                           | Total               | 38                  | 13   | -    | -             | -             | -                  | 38                 | 13    |       |
| Rocha · Uruguay                 |                     |                     |      |      |               |               |                    |                    |       |       |
| 2.ª                             | 2021                | 16                  | 2    | -    | -             | -             | -                  | 16                 | 2     |       |
| Total                           | Total               | 16                  | 2    | -    | -             | -             | -                  | 16                 | 2     |       |
| Douglas Haig Argentina          |                     |                     |      |      |               |               |                    |                    |       |       |
| 3.ª                             | 2022                | 28                  | 1    | -    | -             | -             | -                  | 28                 | 1     |       |
| Total                           | Total               | 28                  | 1    | -    | -             | -             | -                  | 28                 | 1     |       |
| General San Martín Argentina    | 4.ª                 | 2023                | 9    | 2    | -             | -             | -                  | -                  | 9     | 2     |
| Total en su carrera             | Total en su carrera | Total en su carrera | 554  | 150  | 10            | 3             | 8                  | 1                  | 563   | 152   |

### Hat-tricks
| 1 | 7 de febrero de 2015     | Nacional, Lima                 | Deportivo Municipal - Sporting Cristal              |  | 0 - 5 | Torneo del Inca 2015 |
| 2 | 2 de septiembre de 2015  | IPD, Moyobamba                 | Unión Comercio - Sporting Cristal                   |  | 1 - 4 | Descentralizado 2015 |
| 3 | 16 de septiembre de 2015 | Héroes de San Ramón, Cajamarca | Universidad Técnica de Cajamarca - Sporting Cristal |  | 2 - 3 | Descentralizado 2015 |

## Palmarés

### Campeonatos nacionales
| Título          | Club             | País | Año  |
| --------------- | ---------------- | ---- | ---- |
| Torneo Apertura | Sporting Cristal | Perú | 2015 |

### Otros logros
| Título                     | Club                | País      | Año  |
| -------------------------- | ------------------- | --------- | ---- |
| Ascenso a Primera División | Belgrano de Córdoba | Argentina | 2011 |
| Ascenso a Primera División | Deportivo Maldonado | Uruguay   | 2019 |

### Distinciones individuales
| Distinción                                        | Año    |
| ------------------------------------------------- | ------ |
| Máximo goleador de la Primera División (10 goles) | I-2013 |